# La revue musicale

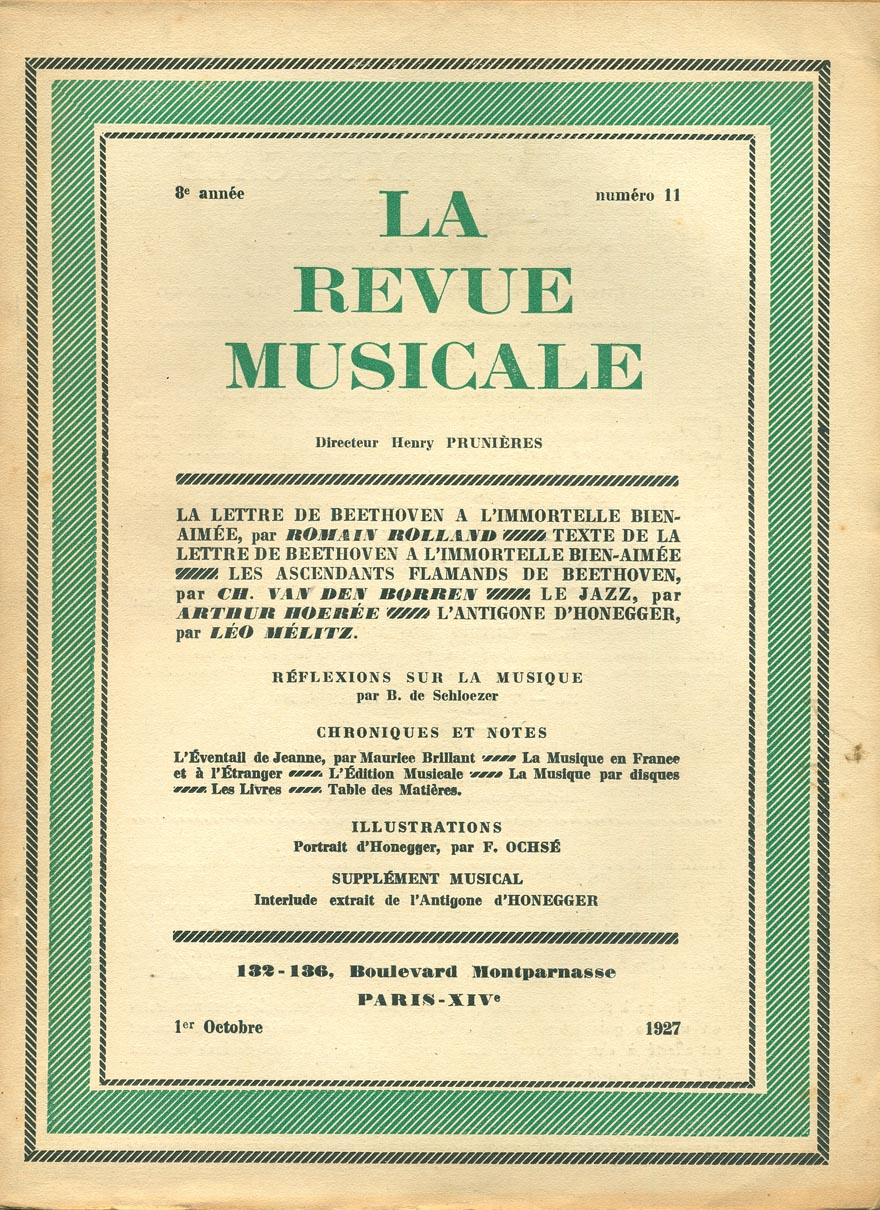
Portada del n.º 8 de La revue musicale.

La revue musicale fue una revista musical creada por Henry Prunières en 1920. 
Su objetivo era apoyar los profundos cambios que se estaban produciendo en la música de la época mientras que simultáneamente mostraba su afecto por la música del pasado. Evitando el nacionalismo intransigente que marcó la música francesa antes de la Primera Guerra Mundial, la revista se convirtió en un punto de referencia para un segmento del medio musical europeo del periodo de entreguerras. Después de 20 años de existencia construyendo de forma metódica una nueva música firmemente basada en su apego al clasicismo de la Ilustración, los acontecimientos de la Segunda Guerra Mundial hicieron que la revista fuera clausurada en 1940.